# ميلو (ملحن)
ميلو (بالإنجليزية: Milo) هو رابر ومنتج أسطوانات وملحن أمريكي، ولد في 3 فبراير 1992 في شيكاغو في الولايات المتحدة.

## وصلات خارجية
- الموقع الرسمي
- ميلو على موقع ميوزك برينز (الإنجليزية)
- ميلو على موقع ميوزك برينز (الإنجليزية)
- ميلو على موقع ميوزك برينز (الإنجليزية)
- ميلو على موقع أول ميوزيك (الإنجليزية)
- ميلو على موقع ديسكوغز (الإنجليزية)